# Dichondra repens
Dichondra repens,  centavito  u oreja de ratón,  es una especie perteneciente a la familia Convolvulaceae.

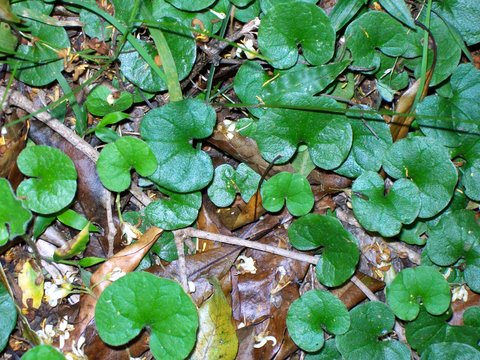
Vista de la planta

Posee hojas verde brillantes, de forma arriñonada.

## Descripción
Crece a través de estolones, pudiendo ser muy invasora si se dan las condiciones de alta humedad y bajo tránsito.
Por tener muy buena adaptación a la sombra, es muy común encontrarla debajo de los árboles.
Por su forma de crecimiento es capaz de colonizar espacios soleados, donde la humedad sea constante. Solo se adapta a  zonas húmedas con inviernos no muy rigurosos.
Puede tolerar suelos de textura fina y poco fértiles, aunque no admite suelos salinos ni compactados.
Se propaga vegetativamente o por semillas, que deben escarificarse. La densidad de siembra es de 0,5 kg/100 m², su siembra se realiza en primavera.

## Taxonomía
Dichondra repens fue descrita por J.R.Forst. & G.Forst. y publicado en Characteres Generum Plantarum 40, pl. 20. 1775.
Sinonimia
- Dichondra micrantha Urban
- Dichondra argentea Willd.
- Dichondra micrantha Meisn.
- Dichondra parvifolia Meisn.[3]